# Scuola del Santissimo Sacramento a Castello
Pour les articles homonymes, voir Scuola del Santissimo Sacramento.
La scuola del santissimo Sacramento abritait une école de dévotion et de charité de la ville de Venise. Elle est située sur le campo San Zuane in Bragora dans le sestiere de Castello.

## Historique
On peut encore voir le bâtiment de cette scuola sur le côté gauche de l'Église San Giovanni in Bragora.